# Peder Hvitfeldts Stræde
Peder Hvitfeldts Stræde er en gade i Indre By i København, der går fra Rosengården ved Kultorvet til Krystalgade. Navnet kendes fra 1581 som Peder Huidfeldzstrede, senere Huitfeldtstræde. Gaden er opkaldt efter adelsmanden Peder Huitfeldt til Engestofte (d. 1584), der havde en gård i området, og som var Norges kansler i årene 1547–1565.

## Bygninger og historie
Gaden præges af klassicistisk arkitektur fra tiden efter Københavns brand i 1795. På hjørnet af Krystalgade / Peder Hvitfeldts Stræde blev der i årene 1820-1821 opført en toetages bygning, der skulle tjene Vor Frue Kirkes Skole. Navn og årstal kan stadig ses på bygningens sandstensportal. I dag ligger der en restaurant her, og bygningen er fredet.
Fra Peder Hvitfeldts Stræde var der i 1700-tallet adgang til Frue Kirkes assistenskirkegård Linden via den såkaldte Willum Fuirens Gang, der nu er bygget til. Tømrermestrenes laugshus i Peder Hvitfeldts Stræde stødte også op til denne kirkegård.
I Peder Hvitfeldts Stræde nr. 9 boede zoologen Morten Thrane Brünnich de sidste år af sit liv. Forlæggeren og boghandleren C.E.C. Gad blev født i samme ejendom.